# Dubai Tennis Championships 2003 - Qualificazioni singolare maschile
Le qualificazioni del singolare maschile del Dubai Tennis Championships 2003 sono state un torneo di tennis preliminare per accedere alla fase finale della manifestazione. I vincitori dell'ultimo turno sono entrati di diritto nel tabellone principale. In caso di ritiro di uno o più giocatori aventi diritto a questi sono subentrati i lucky loser, ossia i giocatori che hanno perso nell'ultimo turno ma che avevano una classifica più alta rispetto agli altri partecipanti che avevano comunque perso nel turno finale.
Le qualificazioni del torneo Dubai Tennis Championships 2003 prevedevano 16 partecipanti di cui 4 sono entrati nel tabellone principale.

## Teste di serie
1. Assente
2. Christophe Rochus (primo turno)
3. Andrej Stoljarov (Qualificato)
4. Oliver Gross (ultimo turno)

1. Björn Phau (primo turno)
2. Álex Calatrava (ultimo turno)
3. Vadim Kucenko (Qualificato)
4. Jurij Ščukin (primo turno)

## Qualificati
1. Maximilian Abel
2. Wayne Black

1. Andrej Stoljarov
2. Vadim Kucenko

## Tabellone

### Legenda
| - Q = Qualificato - WC = Wild card - LL = Lucky loser | - ALT = Alternate - SE = Special Exempt - PR = Protected Ranking | - w/o = Walkover - r = Ritirato - d = Squalificato |

### Sezione 1
|  | Primo turno     | Primo turno     | Primo turno     | Primo turno | Primo turno |  |  | Ultimo turno    | Ultimo turno    | Ultimo turno    | Ultimo turno | Ultimo turno |  |
|  |                 |                 |                 |             |             |  |  |                 |                 |                 |              |              |  |
|  | Maximilian Abel | Maximilian Abel | Maximilian Abel | 7           | 7           |  |  |                 |                 |                 |              |              |  |
|  | Nenad Zimonjić  | Nenad Zimonjić  | Nenad Zimonjić  | 63          | 5           |  |  | Maximilian Abel | Maximilian Abel | Maximilian Abel | 6            | 6            |  |
|  |                 | Tuomas Ketola   | Tuomas Ketola   | 7           | 6           |  |  | Tuomas Ketola   | Tuomas Ketola   | Tuomas Ketola   | 3            | 2            |  |
|  | 5               | Björn Phau      | Björn Phau      | 5           | 2           |  |  |                 |                 |                 |              |              |  |

### Sezione 2
|  | Primo turno | Primo turno       | Primo turno       | Primo turno | Primo turno |  |  | Ultimo turno | Ultimo turno | Ultimo turno | Ultimo turno | Ultimo turno |  |
|  |             |                   |                   |             |             |  |  |              |              |              |              |              |  |
|  |             | Wayne Black       | Wayne Black       | 6           | 6           |  |  |              |              |              |              |              |  |
|  | 2           | Christophe Rochus | Christophe Rochus | 0           | 3           |  |  | Wayne Black  | Wayne Black  | 4            | 7            | 6            |  |
|  |             | Jurij Ščukin      | Jurij Ščukin      | 6           | 6           |  |  | Jurij Ščukin | Jurij Ščukin | 6            | 5            | 4            |  |
|  | 8           | Renzo Furlan      | Renzo Furlan      | 1           | 2           |  |  |              |              |              |              |              |  |

### Sezione 3
|  | Primo turno | Primo turno      | Primo turno      | Primo turno | Primo turno |  |  | Ultimo turno | Ultimo turno     | Ultimo turno     | Ultimo turno | Ultimo turno |  |
|  |             |                  |                  |             |             |  |  |              |                  |                  |              |              |  |
|  | 3           | Andrej Stoljarov | Andrej Stoljarov | 6           | 6           |  |  |              |                  |                  |              |              |  |
|  |             | Karim Alami      | Karim Alami      | 1           | 4           |  |  | 3            | Andrej Stoljarov | Andrej Stoljarov | 7            | 3            |  |
|  | 6           | Álex Calatrava   | 6                | 3           | 6           |  |  | 6            | Álex Calatrava   | Álex Calatrava   | 68           | 0r           |  |
|  |             | Răzvan Sabău     | 3                | 6           | 2           |  |  |              |                  |                  |              |              |  |

### Sezione 4
|  | Primo turno | Primo turno                   | Primo turno                   | Primo turno | Primo turno |  |  | Ultimo turno | Ultimo turno  | Ultimo turno  | Ultimo turno | Ultimo turno |  |
|  |             |                               |                               |             |             |  |  |              |               |               |              |              |  |
|  | 4           | Oliver Gross                  | Oliver Gross                  | 6           | 6           |  |  |              |               |               |              |              |  |
|  |             | Mohammed Abdel-Aziz Al Nuaimi | Mohammed Abdel-Aziz Al Nuaimi | 0           | 1           |  |  | 4            | Oliver Gross  | Oliver Gross  | 4            | 4            |  |
|  | 7           | Vadim Kucenko                 | Vadim Kucenko                 | 6           | 7           |  |  | 7            | Vadim Kucenko | Vadim Kucenko | 6            | 6            |  |
|  |             | Christopher Kas               | Christopher Kas               | 4           | 6           |  |  |              |               |               |              |              |  |